# ميخائيل فيرغسون
ميخائيل فيرغسون (بالإنجليزية: Michael Ferguson)‏ هو سياسي أسترالي، ولد في 23 مارس 1974 في أستراليا. حزبياً، نشط في الحزب الليبرالي الأسترالي. وقد انتخب عضو مجلس نواب تسمانيا عن دائرة Division of Bass (state) ‏ (20 مارس 2010 – ) وانتخب عضو مجلس النواب الأسترالي عن دائرة Division of Bass ‏ (9 أكتوبر 2004 – 24 نوفمبر 2007).